# Ondersectie
In de taxonomie is een ondersectie een taxonomische rang of een taxon in die rang. Een ondersectie is een rang lager dan een sectie. De manier om met rangen om te gaan verschilt voor plantkunde enigszins van die voor zoölogie.